# Mk14 EBR
Mk 14 Enhanced Battle Rifle（EBR）は、アメリカ合衆国で開発された自動小銃（マークスマン・ライフル）である。セレクティブ・ファイア機能を備え、使用弾薬は7.62x51mm NATO弾である。原型はかつて歩兵銃として使用されていたM14小銃で、アメリカ特殊作戦軍に所属する特殊部隊、例えばNavy SEALs、デルタフォース、グリーンベレーなどへの配備を想定して開発された。

## 歴史
2000年、コンパクトなM14小銃を求めるNavy SEALs（海軍特殊部隊）の声に応える形で開発が始まった。2001年、特殊作戦軍（SOCOM）は後にMk 14 Mod 0 EBRとなる小銃の開発に関するSOPMOD協議に銃身メーカーとしては唯一マイク・ロック・ライフル・バレルズ社（Mike Rock Rifle Barrels）を招き、折畳式銃床や伸縮式レールを備えたアルミニウム製ボディなど、新型小銃の細部設計の検討を行った。マイク・ロックはエンジニアのジム・リボーディ（Jim Ribordy）と共に新型小銃の開発にあたった。彼らが手掛けたライフルは、試験で良好な成績を示した一方、非常に大きなノイズが問題として指摘された。

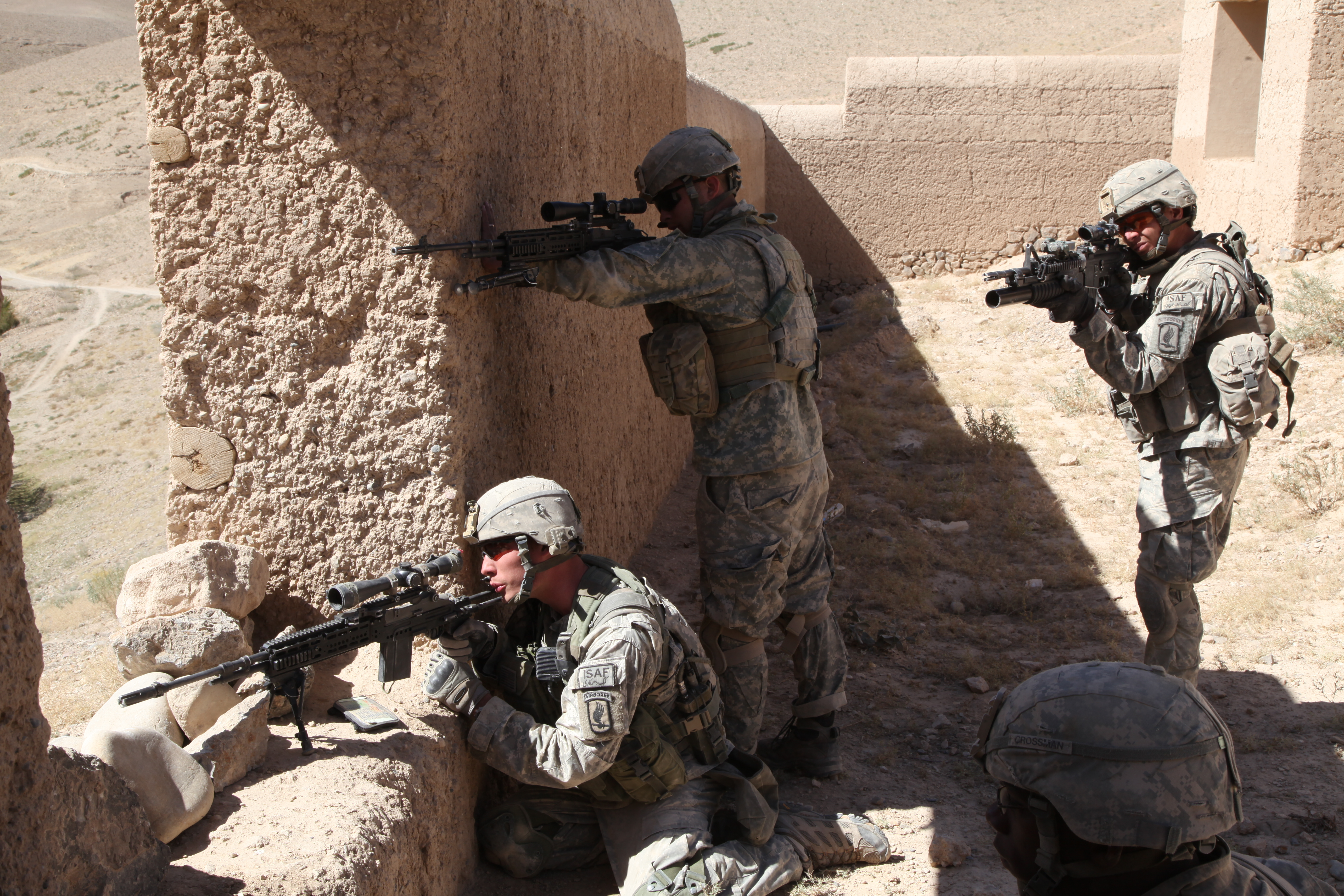
アフガニスタンにて撮影されたアメリカ陸軍の兵士（2010年9月）

2003年、ロン・スミスとスミス・エンタープライズは、独自にM14 EBR（MK14 SEI）を開発した。やや肉厚の457 mm (18.0") 銃身を備えるこの小銃は、ロックとリボーディの設計案よりも高く評価された。以後、スミス・エンタープライズ製のMK14を元に開発が進められ、最終的にMk 14 Mod 0として設計が完了し、スプリングフィールド・アーモリー社がクレーン海軍地上戦センターとの協力のもと、製造に必要な機械類の提供に責任を負うこととなった。
2004年、Navy SEALsが初めてEBRの配備を受け、まもなくして沿岸警備隊が続いた。陸軍では、戦車・自動車・装備コマンド（TACOM）ライフサイクル管理コマンド武器製品支援統合総局（Weapons Product Support Integration Directorate）が開発/改良したM14 EBR-RIを運用し、2010年代中頃から5,000丁程度が実戦投入されている。海兵隊でもEBRの採用を検討したものの、最終的には独自にM39 EMRを開発することを選んだ。
2017年初頭、陸軍は小隊/分隊用のマークスマン・ライフルについての新たな要件策定を行った。陸軍は2009年以来M14 EBRを運用してきたが、弾薬を装填しない状態で15 lb (6.8 kg)程度という重量が欠点として指摘されていた。新しいマークスマン・ライフルは、戦闘兵科（Combat arms）に属する各小隊に配備され、重量は11 lb (5.0 kg)程度、使用弾薬は標準的なM81A1 7.62mm弾であり、望遠照準器ではなくライフル用照準器を備えるものとされた。2018年3月、陸軍はすでにM110狙撃銃の後継装備に選ばれていたドイツ製H&K G28の派生型を標準的なマークスマン・ライフルとして採用する旨を発表した（M110A1 SDMR）。7.62mmマークスマン・ライフルの役割は、標準的な5.56x45mm NATO弾では貫通できないボディアーマーを着用した敵に対応する能力を分隊に与えることである。新たなマークスマン・ライフルは、2018年後半からの実戦投入が計画されていた。

## 設計
Mk14 EBRは、標準的なM14小銃の動作機構をアップグレードし、銃身を標準的な22.0-インチ (560 mm)から18.0-インチ (460 mm)のものへ交換し、これを伸縮式のシャーシストックシステムにネジ止めしたものである。また、ピストルグリップ、フロントサイトの形状、ハリスバイポッド、銃身周りに設けられた4本のピカティニーレール、より効果が期待できるフラッシュハイダーなどもM14と比較した際の特徴である。M4カービンとよく似たパドル型ボルトストップも取り入れられている。シャーシストックシステムは全体が航空機用の軽量合金から作られている。
カイデックス製ハンドガードとM68 CCO照準器も付属するが、マークスマンとしての任務に適するように垂直フォアグリップや他の望遠照準器に交換されることが多いという。DCボルテックス・フラッシュハイダーには、ウィンドトーカー消音器を取り付けることもできるが、アメリカ軍では採用されていない。
セージ・インターナショナル社は、レールアタッチメント設計のための射出成形金型もしくはストック整形用のアルミニウムビレット材加工機械のいずれにおよそ120,000ドルを投資するかの決定にいくらかの関与を行い、最終的には後者が選ばれ、2003年にオーランドで催されたショット・ショーで展示が行われた。
Mk14は、重量についてしばしば批判を受けた。装填済みの20連発弾倉を取り付けた状態で14ポンド (6.4 kg)あったことに加え、重心が前方に寄っていたため、照準に悪影響を与えた。

### 構成
AN/PVS-4暗視照準器を取り付けたものなど、Mk14 Mod 0 EBRには何種類かの構成がある。そのほかにも、ピカティニーレールを用いて特性の異なる各種の照準器を取り付けることができる。

## 派生型

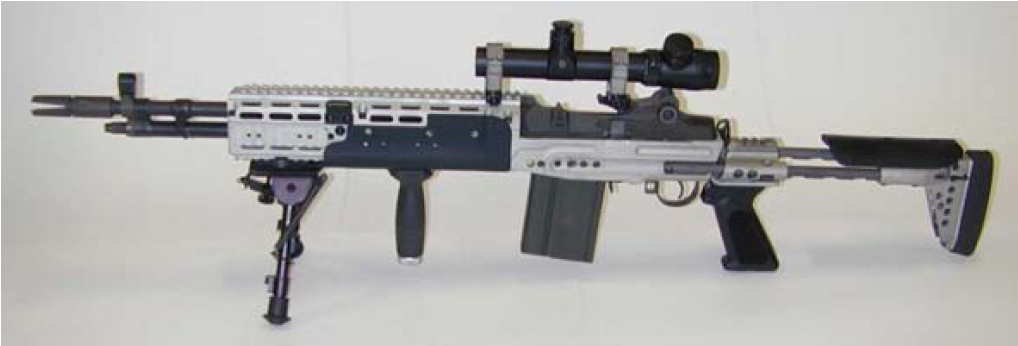
Mk 14 Mod 0

### Mk 14 Mod 0
2013年に最初の実戦配備が行われたMK14 Mod 0は、M14の銃床およびハンドガードを交換し、オペレーティングロッドを再設計して銃身から銃床までを接続したものである。アメリカ海軍および海兵隊での運用を想定して設計されたため、各部品には耐食性を高めるリン酸マンガン処理が施されている。

### M39 EMR
M39 EMRは、M40A5狙撃銃と共に運用しうる多用途半自動小銃を必要としていたアメリカ海兵隊システムコマンドからの要望のもと、2006年頃から開発が始まった。2008年から配備が始まり、海兵隊で従来運用されていたM14 DMRを更新した。

## 契約者

### 軍用
クレーン海軍地上戦センターが軍用のMk14 Mod 0 およびMod 1ライフルを製造しており、セージ・インターナショナル社がストックの供給に責任を負っている。

### 民生用
民生用モデルはスミス・エンタープライズ社が製造しており、MK14 SEIの名でも知られる。M14ALCS/CVとして知られるカービンモデルにはセージ・インターナショナル製のEBRシャーシストックを取り付けられる。カービンモデルはMK14 SEI Mod 1とも呼ばれる。
そのほか、フルトン・アーモリーでは半自動射撃のみ可能なモデルを製造している。
トロイ・インダストリーズ（Troy Industries）では、クレーン海軍地上戦センターで設計されたEBRのモジュラーシステムのレプリカをトロイ・モジュラー・シャーシ・システム（Troy Modular Chassis System）として製造しており、これはM14あるいはM1Aライフルに取り付けて使用することができる。フィリピンのフェルフランス社では、セージ・インターナショナル製のM14/M1A EBRタクティカル・ストックシステムやM4バットストック、CRSC M4-62照準器などを組み込んだモデルを、FERFRANS SOPMOD M14/M1A Enhanced Battle Rifleの製品名で製造している。

## 使用者

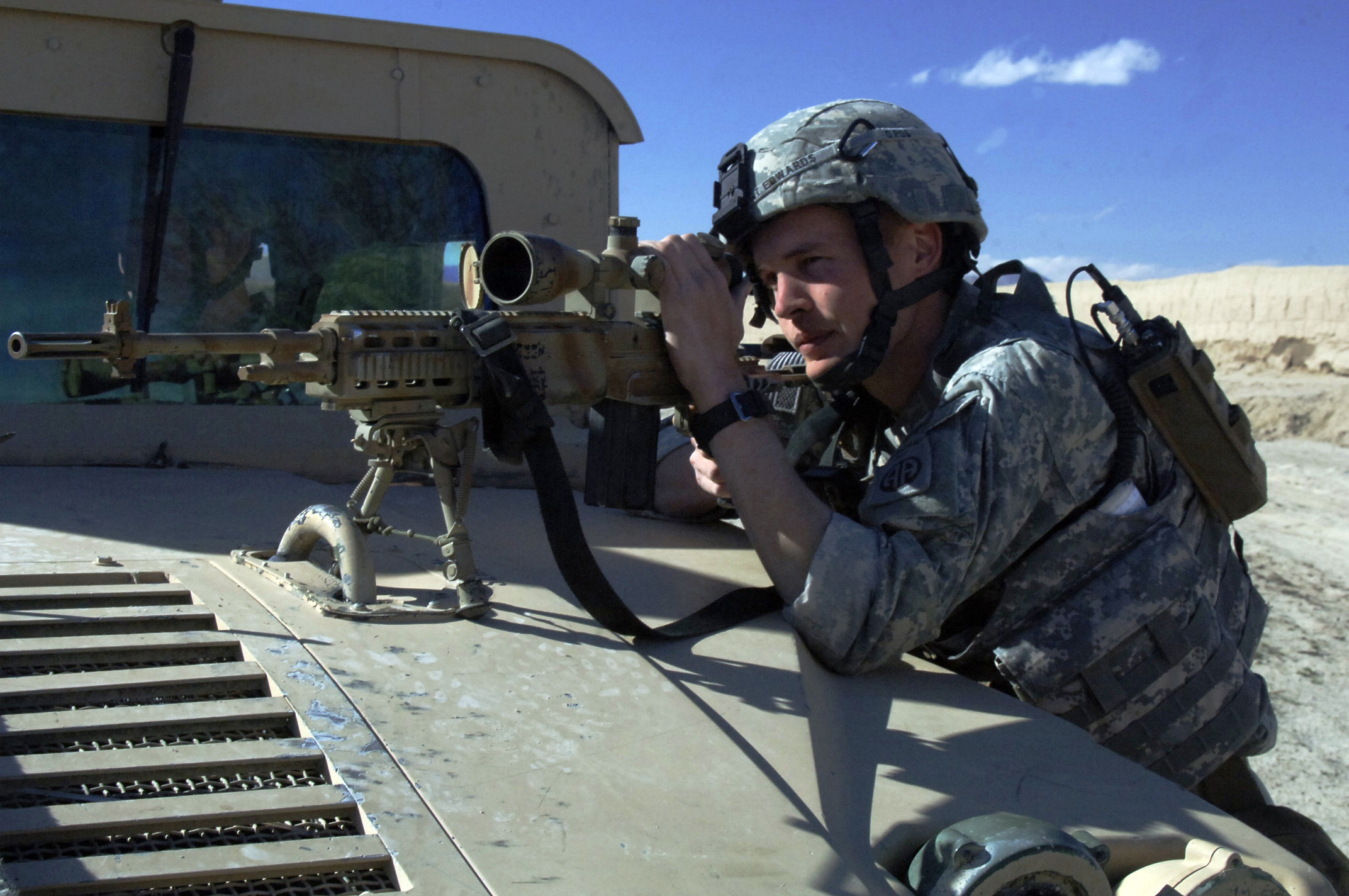
Mk 14を持つアメリカ兵（2007年）

- オーストラリア: 対タリバン作戦に従事する特殊空挺部隊連隊が使用[20][21]
- イラク: イラク特殊作戦部隊[22]
- アメリカ: イラクおよびアフガニスタンでの戦闘で使用[23]

### 国以外の組織
- 自由シリア軍[24]
- ISIL[25]